# سیارک ۱۲۷۹۶
سیارک ۱۲۷۹۶ (به انگلیسی: 12796 Kamenrider، نامگذاری:1995WF) دوازده هزار و هفتصد و نود و ششمین سیارک کشف شده‌است که در ۱۶ نوامبر ۱۹۹۵ کشف شد.
قدر مطلق سیارک برابر ۱۵٫۷۰ است.